# Chiattulidda (grano)
Il grano Chiattulidda o Piattulidda o Licatesa (T. durum Desf. var. leucomelan (Alef.) Koern.) è un grano antico siciliano, coltivato nell'omonima località di Santa Elisabetta e Casteltermini (Agrigento).

## Caratteristiche
È una varietà di frumento che fa parte del gruppo dei tetraploidi (possiede 28 cromosomi).
Perrino dell'Istituto del Germoplasma - CNR, di Bari, nel 1983 lo descrive così:

«la spiga è di media lunghezza (7 cm), a forma di fuso, più grande in larghezza, l'arista è a base lunga nera con apice giallo-rossiccio, divaricato, diritto, perinsistente e pungente.
Il glume ha una lunghezza doppia rispetto la larghezza bianca con giallo e nero sfumature e striature nere, chiglia leggermente ricurva e liscia, becco spalla leggermente ricurva, lunga da 1 a 2 mm e con striatura nera larghezza elevata, stretta o media.
La cariosside è lunga circa 8 mm, ambrata, traslucida, ovale, a forma di cuore in sezione trasversale, il profilo dorsale è normale, il solco ha media larghezza e profondità, con bordi arrotondati, tessitura semivitrea, pennello corto, sottile e poco esteso, scutello ovoidale e di medio diametro lunghezza.»
Ha un portamento eretto con taglia alta, ha un'epoca di spigatura media; leggermente glauchescente.
Oggi è anche coltivata nel comune di Licata.
È una varietà di grano duro che il Ministero dell'agricoltura, della sovranità alimentare e delle foreste, ha iscritto nel Registro nazionale delle varietà da conservazione di specie agrarie e delle specie ortive, con il  DM di Iscrizione del 18/11/2022 (N. 590924 )-G.U.N. 280 del 30/11/2022.